# Institut auf dem Rosenberg
 (septembre 2020).

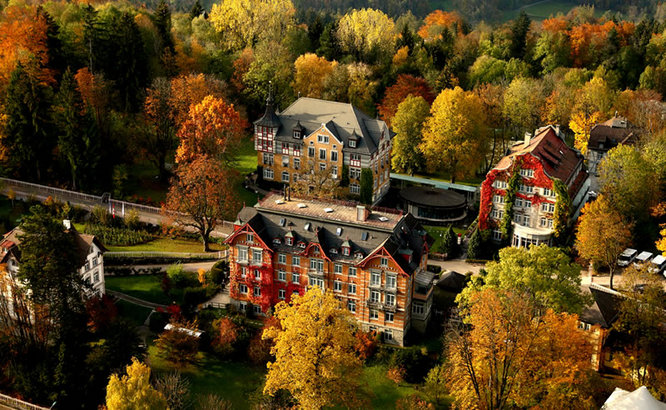

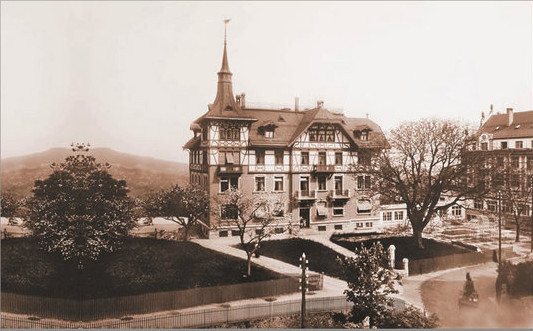

L'Institut auf dem Rosenberg (nom déposé : Institut auf dem Rosenberg – The Artisans of 
Education,, couramment appelé le Rosenberg) est un internat international, situé à Saint-Gall, en Suisse. Cet internat fondé en 1889 est l’une des écoles privées les plus anciennes et les plus éminentes de Suisse pour les écoliers âgés de 6 à 19 ans. L’école est située à proximité directe du lac de Constance d’un côté, et des Alpes de l’autre. L’école appartient à la famille Gademann qui la dirige,,,,.

## Histoire
L’Institut auf dem Rosenberg fut fondé en 1889 par Ulrich Schmidt et portait à l’origine le nom de son fondateur, Institut Dr. Schmidt. Après le décès du fondateur de l'école en 1924, l’école a été rebaptisée et acquise par la famille Gademann dans 1944,. De nos jours, l'école est la propriété de la famille Gademann pour la quatrième  génération consécutive. La devise de l’école « apprendre à vivre est l’objectif de toute l’éducation » (une citation de l’éducateur suisse Johann Heinrich Pestalozzi) est la base de la philosophie éducative de l'école.

## Reconocimiento
L'école a été reconnue en 2019 comme étant l'« internat international le plus prestigieux » par le Corporate Vision Magazine. L’école est membre de la Fédération suisse des écoles privées (FSEP) ainsi que du Swiss Group of International Schools (SGIS).

## D’éminents anciens élèves
Les anciens élèves de l’Institut comprennent de grands dirigeants, des hommes politiques, des scientifiques, des créateurs ainsi que des membres de familles royales internationales et des membres de dynasties impériales. L’école applique une politique de confidentialité et ne confirme ni n’infirme les noms d’élèves passés ou actuels à l’exception de Mario J. Molina, qui a reçu le prix Nobel de chimie.